# 法基爾

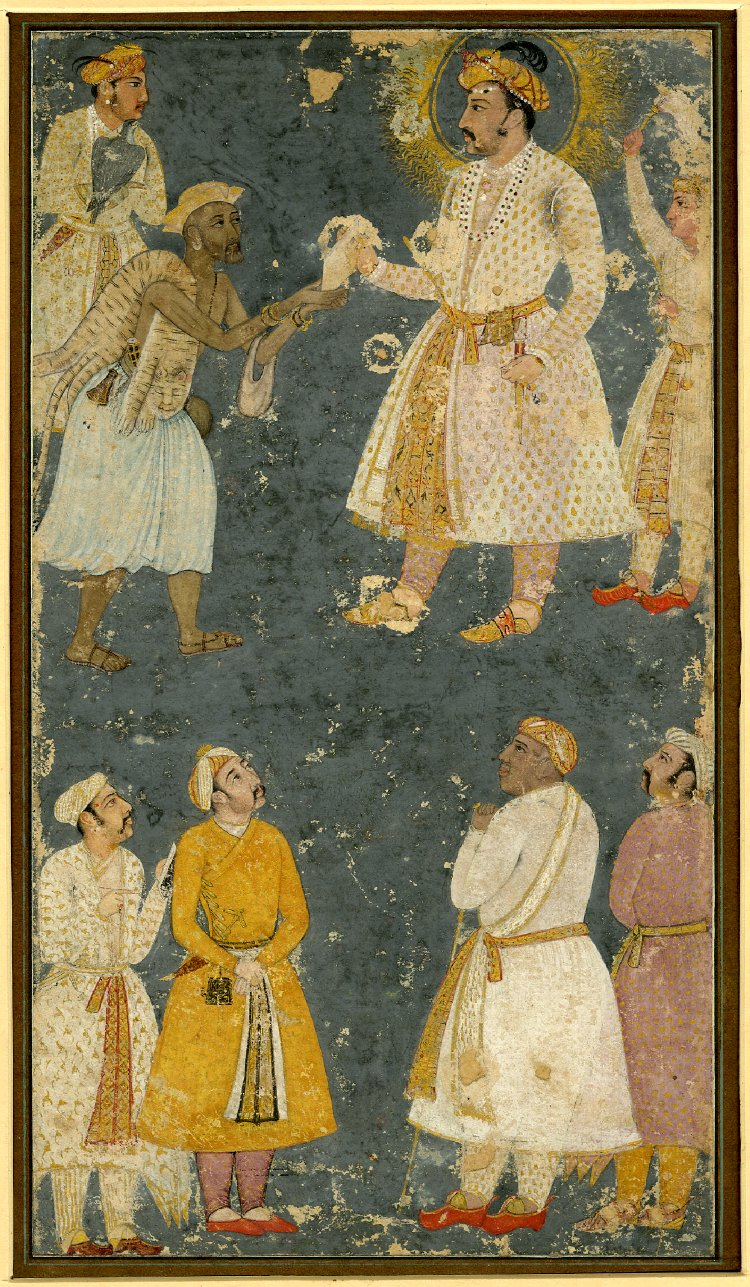
莫卧儿帝国的皇帝贾汉吉尔正收下一名法基爾修士的請願書

法基爾（阿拉伯語：فقیر，fakir，或faqir，/fəˈkɪər/），伊斯蘭教名稱，是指中東和南亞一些守貧和虔誠禁欲的蘇菲派修士。
其字根來自於阿拉伯語：（faqr，意為貧窮），人稱名詞化之後形成法基爾（fakir）。他們以乞討為生，日常低誦齊克爾敬神，生活方式與佛教及印度教瑜伽士十分相近。
這些人對印度人、孟加拉人改宗伊斯蘭教貢獻很大。